# Nu (système d'arcade)

Le nu est un système d'arcade créé par Sega en 2013. Il succède à la série des systèmes Ring, et sa sortie a été annoncée seulement six mois après la sortie du RingEdge 2, en même temps que le premier jeu Hatsune Miku Project DIVA Arcade Future Tone. Comme ses prédécesseurs, il est basé sur une architecture PC,.

## Description
Le système nu succède au RingEdge 2, il est basé sur une architecture PC. Il est plus puissant que ses prédécesseurs. Le système d’exploitation est Windows 8, et il embarque un Intel Core i3-3220 à 3.30GHz, une Nvidia GeForce GTX650 Ti et 4Go de DDR3 SDRAM PC3-12800. Les médias utilisables sont le disque dur, le DVD-ROM et le réseau avec ALL.Net P-ras MULTI. Le système a été annoncé en même temps que la sortie du premier jeu Hatsune Miku Project DIVA Arcade Future Tone. nu est prononcé new (pour new system),.

## Spécifications techniques
- Intel Core i3-3220 3.30GHz
- 4GB PC3-12800 DDR3 SDRAM

Le logo du nu de Sega

- NVIDIA GeForce GTX650 Ti avec 1GB de RAM DDR5
  - DirectX 11.1
  - OpenGL 4.3
- Audio HD 192 kHz / 32-bit 5.1ch
- SATA 64GB SSD + 500GB HDD
- LAN : 10/100/1000MHz Ethernet
- Microsoft Windows Embedded 8 Standard
- Interface : JVS
- Ports : 1x DVI-I, 1x DVI-D, 4x USB 3.0, 2x CAN, 1x JVS I/O, 1x PSU (12V, 5V, 3.3V)

## Liste des jeux
| Titre                                        | Développeur | Éditeur | Système | Genre         | Date |
| -------------------------------------------- | ----------- | ------- | ------- | ------------- | ---- |
| Hatsune Miku Project DIVA Arcade Future Tone | Sega        | Sega    | nu      | Jeu de rythme | 2013 |
| Wonderland Wars                              | Sega        | Sega    | nu      |               | 2014 |